# Vergéal
Vergéal (tiếng Breton: Gwerial, Gallo: Verjau) là một xã của tỉnh Ille-et-Vilaine, thuộc vùng Bretagne, miền tây bắc nước Pháp.

## Dân số
Người dân ở Vergéal được gọi là Vergéalais.
| 1962                                            | 1968 | 1975 | 1982 | 1990 | 1999 |
| ----------------------------------------------- | ---- | ---- | ---- | ---- | ---- |
| 499                                             | 515  | 470  | 464  | 535  | 590  |
| Starting in 1962: Population without duplicates |      |      |      |      |      |